# Case di Victor Horta a Bruxelles
Le principali dimore cittadine dell'architetto Victor Horta sono quattro edifici progettati da Victor Horta, tre dei quali si trovano a Bruxelles e uno a Saint-Gilles, che fanno parte dei patrimoni dell'umanità dell'UNESCO che si trovano in Belgio.
Gli edifici sono l'Hôtel Tassel, l'Hôtel Solvay, l'Hôtel van Eetvelde e la Maison e Atelier Horta.

## Hôtel Tassel

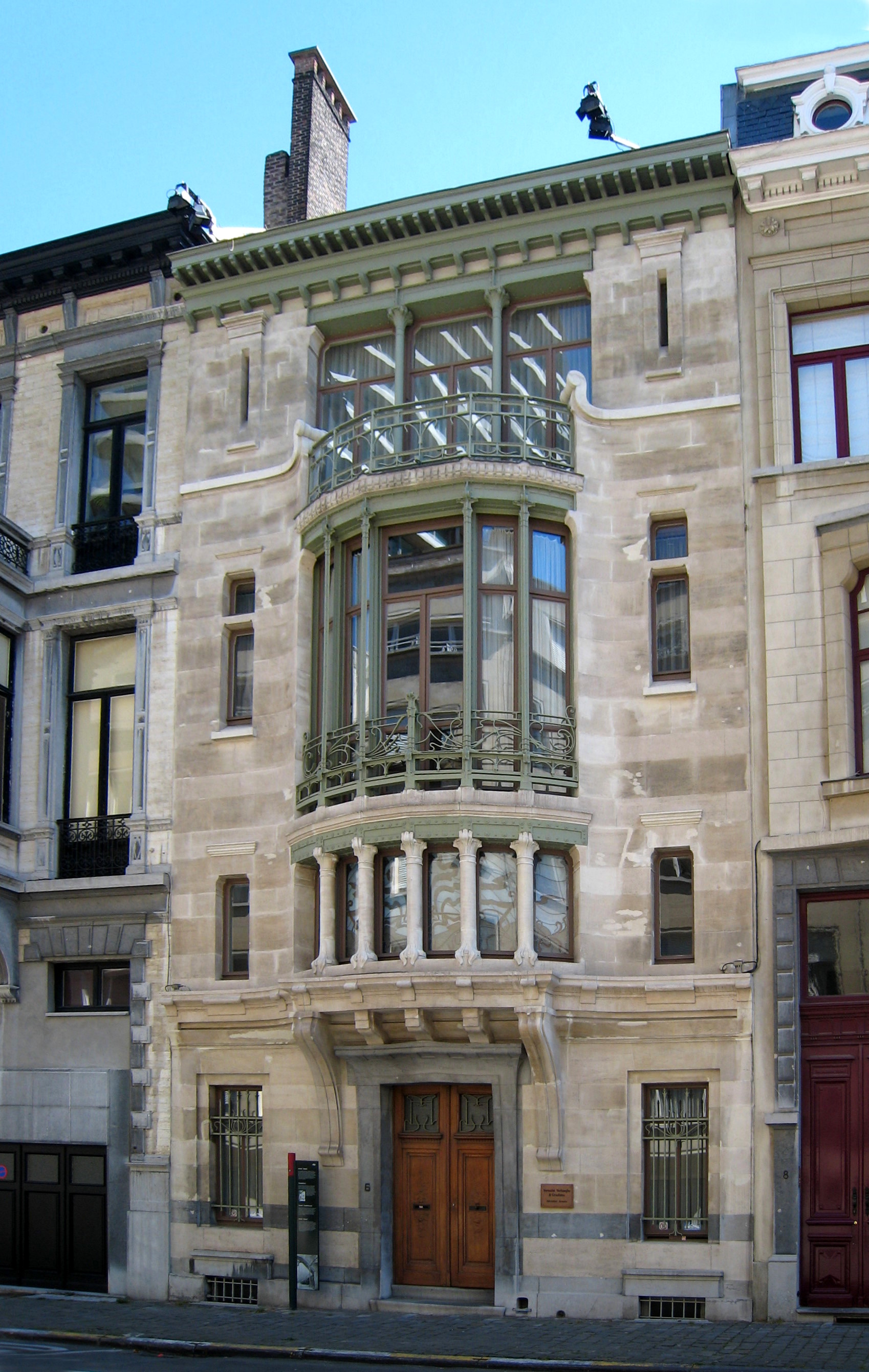
La facciata dell'hôtel Tassel

È considerato il primo esempio di Art Nouveau in Europa per il progetto molto innovativo e per i materiali usati nella costruzione e decorazione.
Si tratta di una casa divisa in tre parti. Due edifici piuttosto convenzionali in mattoni e pietre, uno sul lato della strada ed uno sul lato dei giardini, uniti da una struttura in acciaio coperta in vetro. In questa parte di casa, usata talvolta per ricevere gli ospiti, Horta mise tutte le sue capacità di decoratore d'interni. Progettò ogni singolo dettaglio: maniglie, intarsi, vetrate, mosaici sui pavimenti, ecc.
Le innovazioni introdotte in questo edificio influirono sulle successive opere di Horta.

## Hôtel Solvay

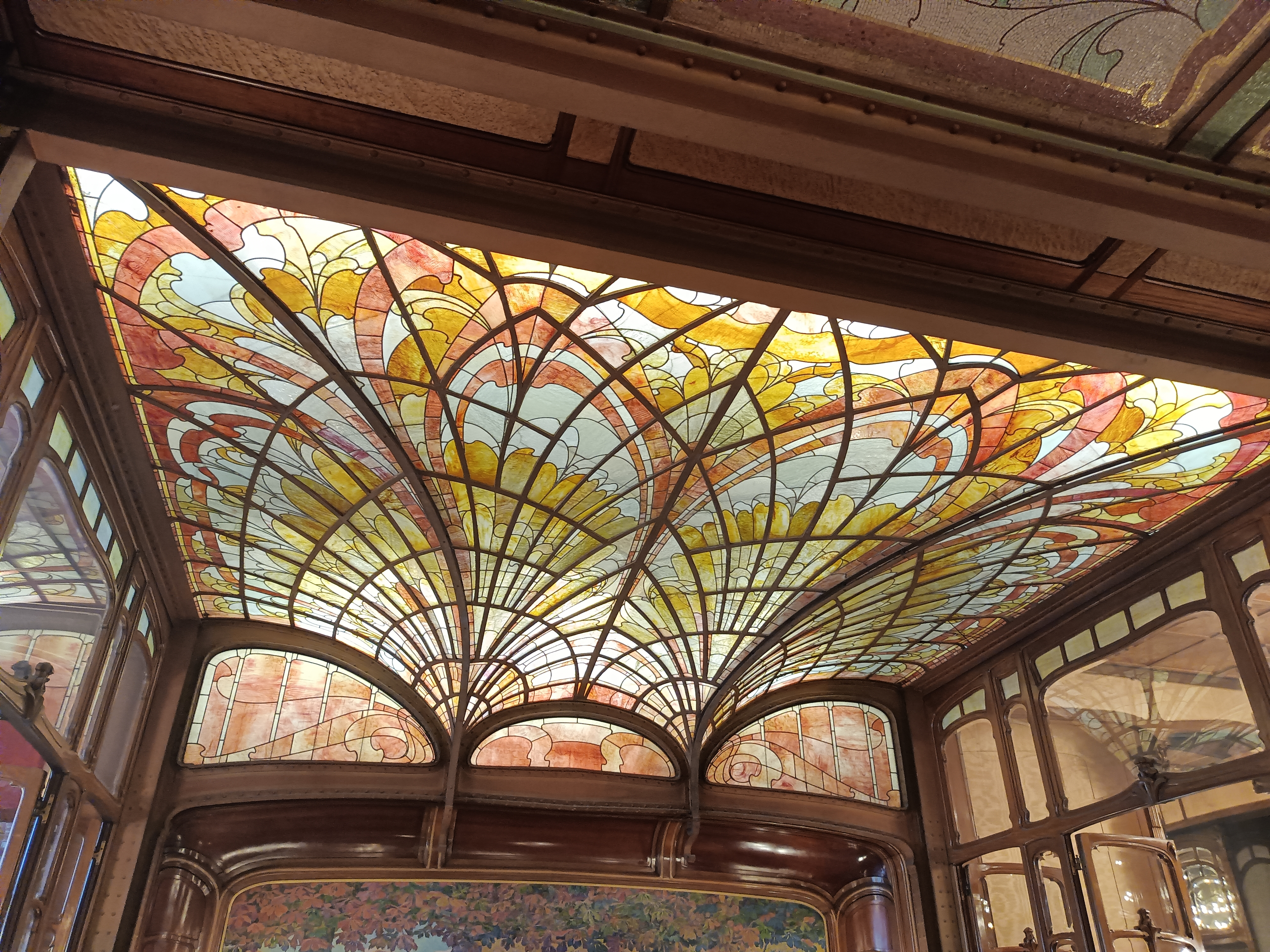
Hôtel Solvay, lucernaio sulla scalinata del primo piano

La casa venne commissionata da Armand Solvay, figlio del ricco farmacista ed industriale Ernest Solvay. Per questo facoltoso cliente Horta spese una fortuna nell'uso di materiali preziosi come marmo, onice, bronzo, legni tropicali,... Anche per questo edificio Horta progettò ogni singolo dettaglio e per la decorazione delle scale si avvalse della collaborazione del pittore Théo van Rysselberghe. Buona parte dell'Hôtel Solvay è rimasto intatto grazie alla famiglia Wittamer che lo acquistò nel 1950. Uno degli elementi caratteristici dell'edificio è la ringhiera in ferro e legno realizzata per la scala principale. Il metallo è modellato a formare dolci, sinuose e fantasiose curve riprese dal mondo vegetale.

## Hôtel van Eetvelde

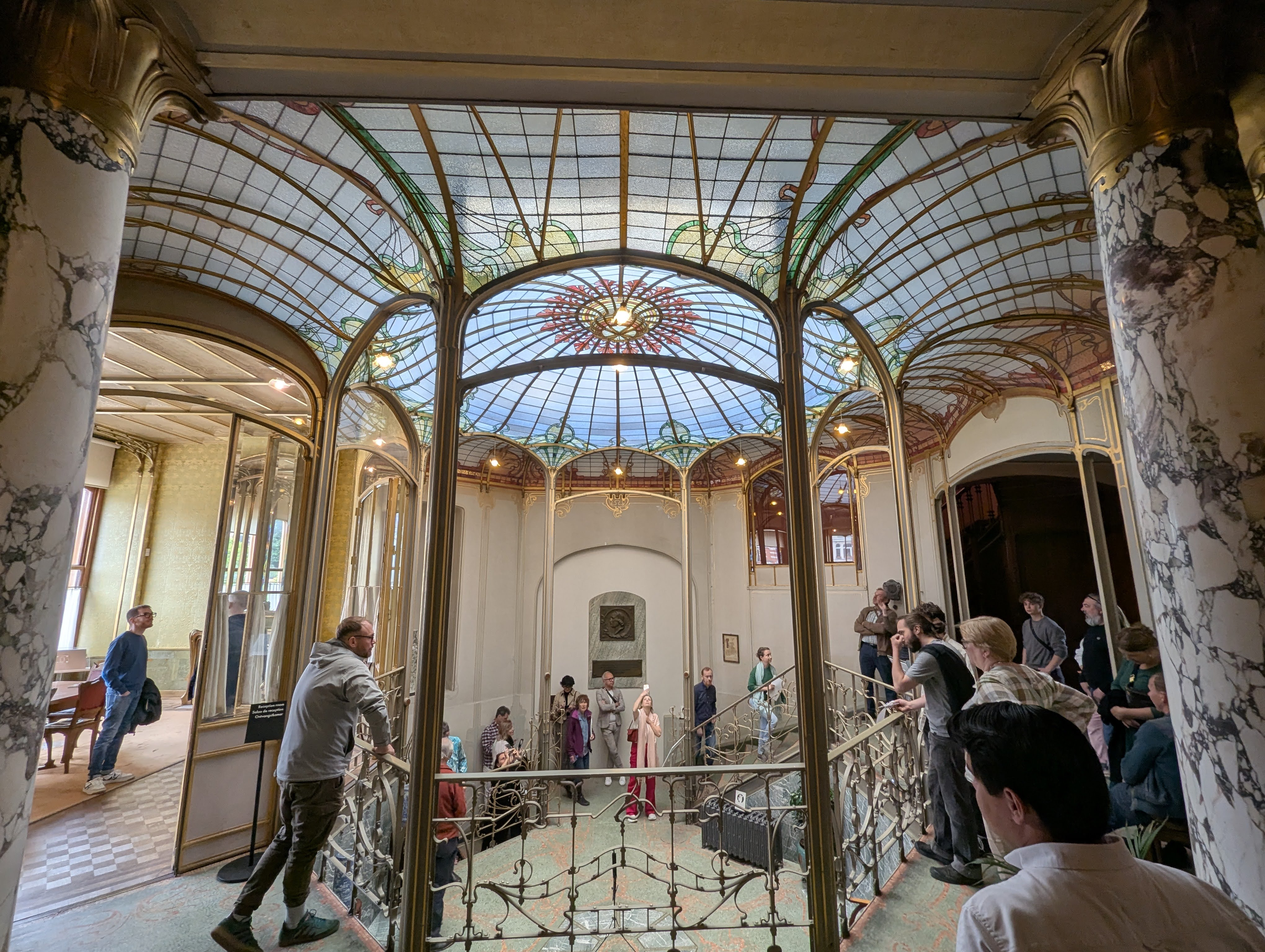
Hôtel van Eetvelde, la cupola di vetro

L'uso visibile di materiali industriali, quali acciaio e vetro, fu una novità nelle tecniche edilizie usate per gli appartamenti di persone famose. Venne usato acciaio anche per la costruzione della facciata. Gli interni ricevono ulteriore luce attraverso una reception centrale coperta con una cupola in vetro. Horta ampliò la casa nel 1898. Venne progettato per contenere un garage, un ufficio per van Eetvelde ed appartamenti che, comunque, avevano un'entrata separata.

## Musée Horta

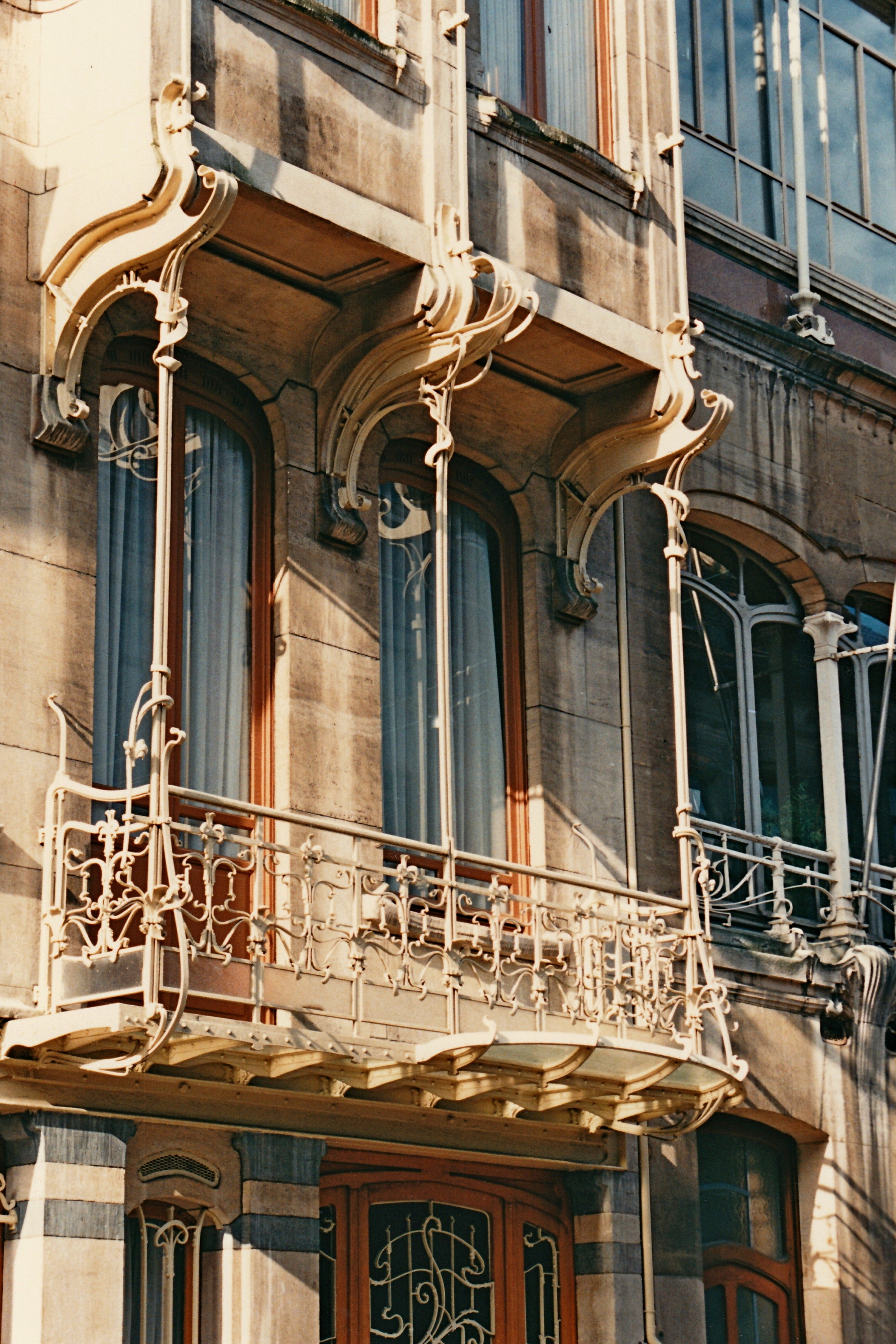
Musée Horta, dettaglio del balcone sulla facciata

Il museo Horta in passato era la residenza e il laboratorio dell'artista belga ed è costituito da due edifici collegati nel comune di Saint-Gilles. Negli stupendi interni in stile Art Nouveau sono esposti in modo permanente mobili, arnesi, e oggetti progettati da Horta e dai suoi colleghi contemporanei, oltre a documenti riguardanti la sua vita.